# Farkas Aladár (újságíró)
Farkas Aladár (Debrecen, 1898 – Stockholm, 1979) magyar író, újságíró.

## Életútja
A Brassói Lapok bukaresti szerkesztője, belpolitikai cikkíró és riporter. Két könyve jelent meg a Brassói Lapok Ajándékregénytárában: a Szimulánsok (1933) az első világháború és frontkórházak világában játszódik, az Erkölcstelen szerződés (1935) kalandos történet a pénz, a vagyon utáni hajsza következményeiről a modern világban. Az 1930-as években Párizsba költözött, ahol bátyja, Farkas Miklós franciaországi filmrendező Charles Boyer A csata című híres filmjét rendezte. A második világháború után Svédországban élt.

## Művei
- Bús Anton szerelmi regénye, Budapest, 1921
- C. 735. számú rab, Pesti Hírlap könyvek 282., Légrády Testvérek, Budapest, 1933
- Szimulánsok, Ajándékregénytár, Brassói Lapok, Brassó, 1933
- Erkölcstelen szerződés, Ajándékregénytár 17., Brassói Lapok, Brassó, 1935